# Andretti Anselm
Andretti Anselm (?, 1843 –‎ ?, 1907. július 6.) magyar kőfaragómester és sírkőkészítő.

## Élete
Édesapja mellett, Sóskúton tanulta ki a kőfaragó-mesterséget. Ezt követően Budapestre költözött, és megalapította saját kis vállalatát, amelyet nagy szorgalommal lassan felfejlesztette, és idővel sírkőraktárat is tudott nyitni hozzá. Idővel társtulajdonosa lett a sóskúti mészkőbánya-vállalatnak. Elnöke volt a Budapesti Kőfaragómesterek, Kő- és Márványiparosok Szövetségének.
1907-ben hunyt el 63 évesen. Testét Sóskúton helyezték nyugalomra. Halálakor a Munkaadó újság kiemelte, hogy

„
ritka becsületessége miatt nem csak kartársai, hanem a legszélesebb körökben is közbecsülésben állott.
”

## Ismert alkotásai
Igen sok síremlékét lehet beazonosítani, a Fiumei úti sírkertben találhatók jegyzéke Tóth Vilmos könyvében olvasható.